# Súria (kommun)
Súria är en kommun i Spanien.   Den ligger i provinsen Província de Barcelona och regionen Katalonien, i den östra delen av landet, 500 km öster om huvudstaden Madrid. Antalet invånare är 6 218. Arean är 23,6 kvadratkilometer. Súria gränsar till Navàs, Castellnou de Bages, Callús och Sant Mateu de Bages. 
Terrängen i Súria är platt åt nordost, men åt sydväst är den kuperad.